# Manorbier Castle

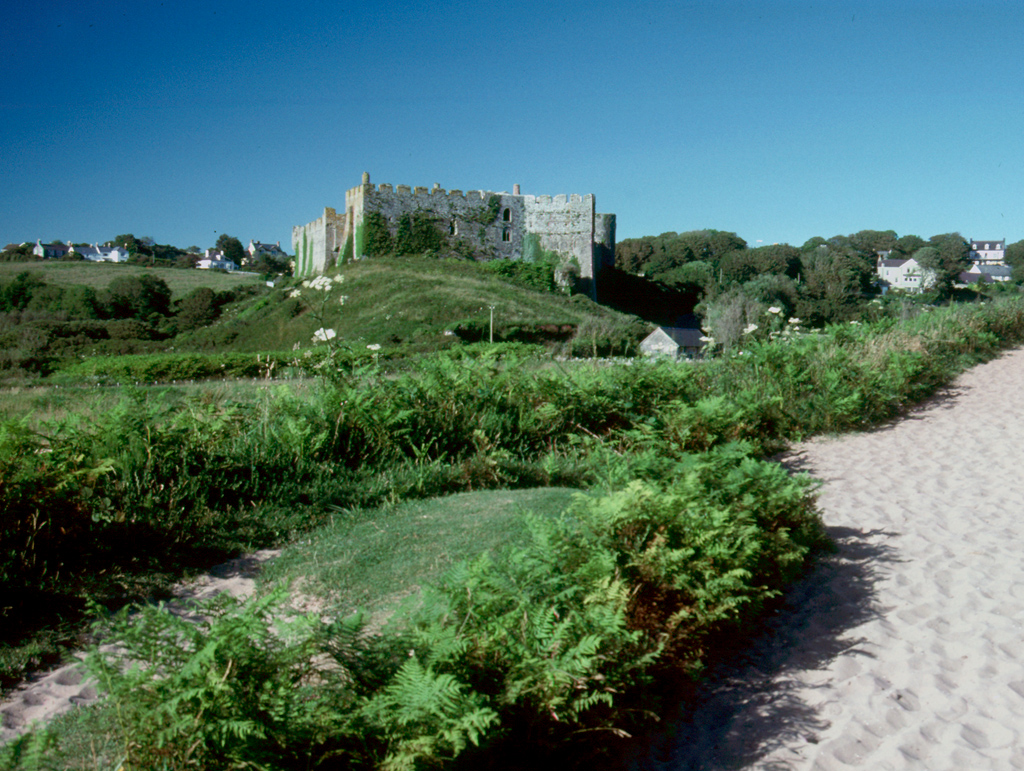
Manorbier Castle nahe Tenby

Manorbier Castle ist eine normannische Burg aus dem 11. Jahrhundert. Sie steht in der südwalisischen Grafschaft Pembrokeshire nahe der Ortschaft Manorbier, fünf Meilen südwestlich von Tenby.

## Geschichte
Dem normannischen Ritter Odo de Barri war Ende des 11. Jahrhunderts Land gewährt worden und er ließ auf seinem Grund ein großes Haus mit einer Halle aus Holz errichten, das von einem Erdwall geschützt wurde. Sein Sohn William begann in der ersten Hälfte des 12. Jahrhunderts mit den ersten Umbauten aus Stein. Der Schutzwall wurde 1230 durch eine steinerne Umfassung ersetzt. 1260 kam zu dem Gebäudekomplex eine Kapelle hinzu.
Gerald of Wales, bekannt als Giraldus Cambrensis, wurde 1146 auf Manorbier Castle geboren. Der große Gelehrte des 12. Jahrhunderts und Sohn von William de Barri war väterlicherseits ein Enkel der legendären walisischen Prinzessin Nest ferch Rhys. Er war eng mit dem Ort seiner Geburt verbunden, über den er schrieb: „Von all den urwüchsigen Landstrichen in Wales ist Manorbier bei weitem der schönste“.
Die de Barris bewohnten Manorbier Castle bis in die Mitte des 14. Jahrhunderts. Um 1300 waren alle Gebäude und Befestigungen nahezu fertiggestellt. 1403 musste sich die Burg auf Angriffe durch Owain Glyndŵr einrichten. Im Englischen Bürgerkrieg wurde sie von den Royalisten gehalten, aber 1646 von Cromwells Truppen eingenommen.

## Burganlage

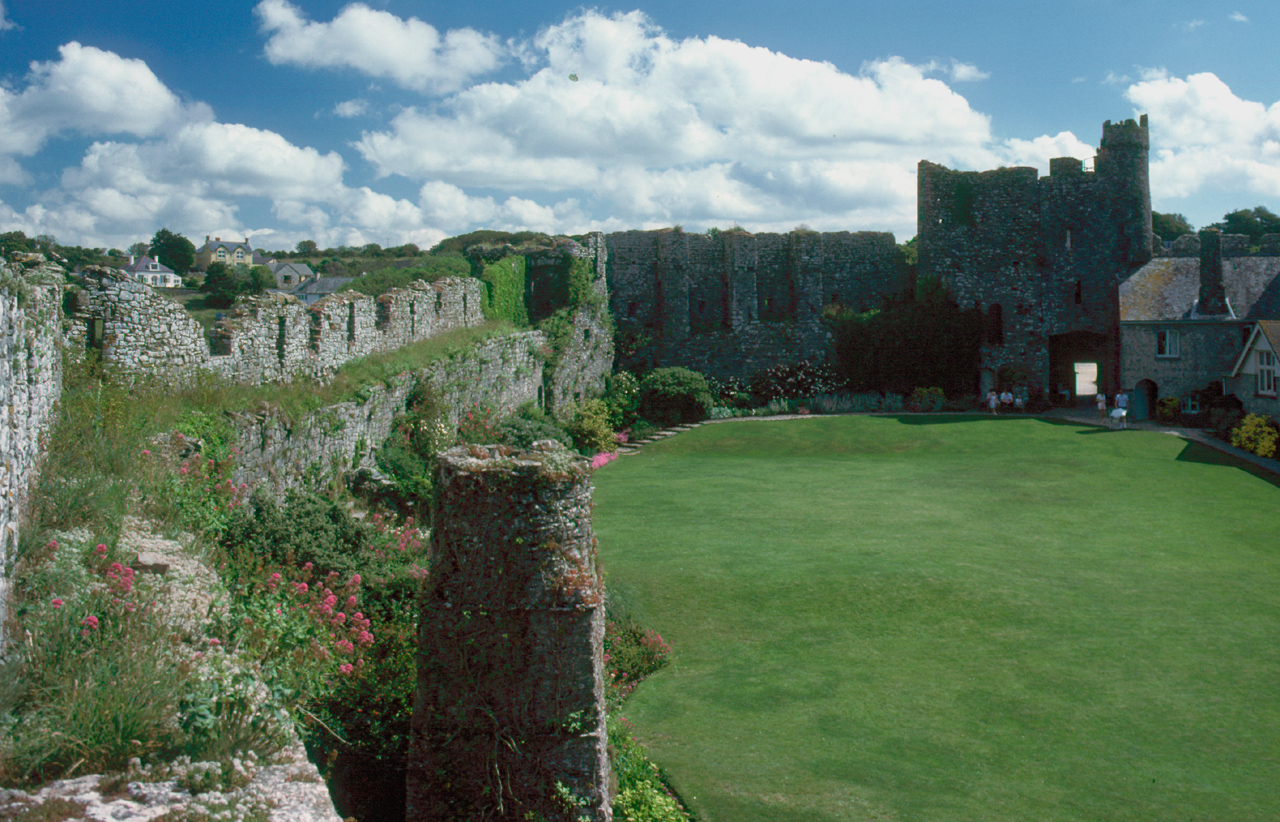
Gartenanlage im Burghof

Um 1880 ließ J. R. Cobb, der das Anwesen gemietet hatte, Reparaturen an den verfallenden Gebäuden und Mauern ausführen und am Ende der Tudorscheune auch ein neues Haus für sich bauen; es wird heute als Ferienhaus genutzt.
Die Burg ist für das Publikum geöffnet. Besucher können die Kapelle, die Gruft und den Kerker mit einem geheimen Durchgang für Schmuggler besichtigen. Sie ist außerdem für ihre Gartenanlage im Innenhof bekannt. In der Nähe befinden sich der Taubenschlag und die Mühle der Burg.
In neuerer Zeit war Manorbier Castle Kulisse für Cair Paravel in der BBC-Version der Chroniken von Narnia. 2003 wurden dort Innen- und Außenaufnahmen für den Spielfilm I Capture the Castle gedreht.